# Iulia Kviatkovski
Iulia Kviatkovski sau Iulia Kviatkovskaia (în rusă Юлия Александровна Квятковская; n. 1859, Yeniseysk Governorate⁠(d), Imperiul Rus – d. 25 decembrie 1951, Chișinău, RSS Moldovenească, URSS) a fost una dintre primele femei medici din Imperiul Rus, fondatoarea primului spital oftalmologic din Basarabia (în 1896) și o activistă pentru justiție socială.

## Biografie
S-a născut în 1859 în gubernia Ienisei. Tatăl ei, Aleksandr Kwiatkowski, era un nobil de origine poloneză. După ce a absolvit studiile liceale în Tomsk, s-a stabilit la Sankt Petersburg. A urmat cursuri medicale pentru femei la Spitalul Militar din Petersburg, unde a intrat în contact cu cercurile revoluționare. A intrat în contact cu mișcarea teroristă de stânga Narodnaia Volia, iar, în urma unui denunț, a fost expulzată din capitala rusă și trimisă înapoi în Tomsk. În 1885, înainte să fie deportată, a cunoscut-o pe Maria Rașkovici, care avea să-i fie prietenă apropiată și colaboratoare până la sfârșitul vieții. 
Din 1886 a lucrat ca paramedic într-un spital din Moscova, apoi în Krasnograd și Herson, urmând ca în 1893 să se stabilească în Chișinău. 
După ce a fost pregătită de Ilia Ilici Mecinikov, împreună cu Axente Cepurovski, a început vaccinarea împotriva variolei în Basarabia. Iulia Kviatkovski a fost prima femeie medic din Chișinău, iar în 1896 a fondat spitalul oftalmologic din Chișinău, care avea 10 paturi. În perioada 1899-1903, Kviatkovskaia a tratat peste 12 mii de pacienți ambulatori și 899 de pacienți internați. La acest spital nu se tratau doar basarabeni, ci și oameni din guberniile vecine și din Regatul României. 
Iulia Kviatkovski organiza școli duminicale pentru muncitori în biblioteca din Chișinău. În perioada 1897-1909, când biblioteca a fost închisă, ea a fost vistiernicul bibliotecii, furnizând literatură revoluționară ilegală. A fost un participant activ al organizației din Chișinău a PSDMR și a ajutat la răspândirea materialelor de propagandă bolșevice și s-a ocupat de tipărirea în Chișinău a ziarului revoluționar Iskra. În vara anului 1916, din cauza unui conflict cu Consiliul de administrație al spitalului de oftalmologie, Kviatkovskaia a fost forțată să demisioneze de la conducerea spitalului de oftalmologie. 
În perioada Primului Război Mondial, a făcut parte dintr-un batalion condus de Aleksandr Schmidt. A tratat soldații români și ruși răniți în Bătălia de la Mărășești. 
În 1917, după Revoluția din Februarie, e aleasă membră a Dumei din Chișinău, responsabilă de instituțiile medicale. Își continuă activitatea medicală și filantropică și după Unirea Basarabiei cu România. În 1926 acordă un mare ajutor refugiaților veniți din URSS, de peste Nistru.
După Ocupația sovietică a Basarabiei și Bucovinei de Nord, este hărțuită de NKVD, dar rămâne în libertate. În timpul celui de-al doilea război mondial, în ciuda vârstei înaintate, s-a implicat în activități antifasciste și a salvat copii evrei ai căror părinți fuseseră închiși în Ghetoul din Chișinău.
În 1950 a donat mai multe cărți, printre care și literatură revoluționară, Bibliotecii Republicane din Chișinău. 
Iulia Kviatkovski a decedat pe 25 decembrie 1951 în Chișinău.